# Fauvillers
Fauvillers är en kommun i Belgien.   Den ligger i provinsen Luxemburg och regionen Vallonien, i den sydöstra delen av landet, 140 km sydost om huvudstaden Bryssel. Antalet invånare är 2 249.
I omgivningarna runt Fauvillers växer i huvudsak blandskog. Runt Fauvillers är det ganska glesbefolkat, med 42 invånare per kvadratkilometer.